# Campeonato Santomense de 2014
O Campeonato Santomense de 2014 foi a 29ª edição do Campeonato Santomense de Futebol, competição nacional das ilhas de São Tomé e Príncipe.
Neste ano, foram 16 clubes na Primeira Divisão, sendo 10 para São Tomé e 6 para o Príncipe.[carece de fontes?] Um impasse na subida dos times Santana ou Trindade F.C., da Liga de São Tomé, para a 1ª Divisão atrasou o arranque do campeonato, que iniciou-se em 10 de maio de 2014, uma semana mais tarde que o previsto.
O vencedor do torneio foi a equipa da UDRA, que ganhou o título pela primeira vez na história e o direito de participar da fase preliminar da Liga dos Campeões da CAF de 2015. A equipa, no entanto, não chegou a inscrever-se para a disputa.

## Final do Campeonato
A final do campeonato foi disputada em dois jogos, um na Ilha de São Tomé e o outro em Príncipe, entre os campeões das duas ligas insulares.
Partidas:
| 13 de dezembro de 2014 | FC Porto Real                | 2 – 1     | UDRA | Estádio 13 de Junho, Santo António |
| 12:00 UTC+1            | Jeice Ananias, Joy 73' (pen) | Relatório | Agi  |                                    |

| 17 de dezembro de 2014 | UDRA | 1 – 0     | FC Porto Real | Estádio Nacional 12 de Julho, Cidade de São Tomé |
| 12:00 UTC+1            | Agi  | Relatório |               |                                                  |

### Premiação
| Campeonato Santomense de 2014 |
| São Tomé e Príncipe           |
| ----------------------------- |
| UDRA Campeão (1º título)      |